# 우즈베키스탄의 농업

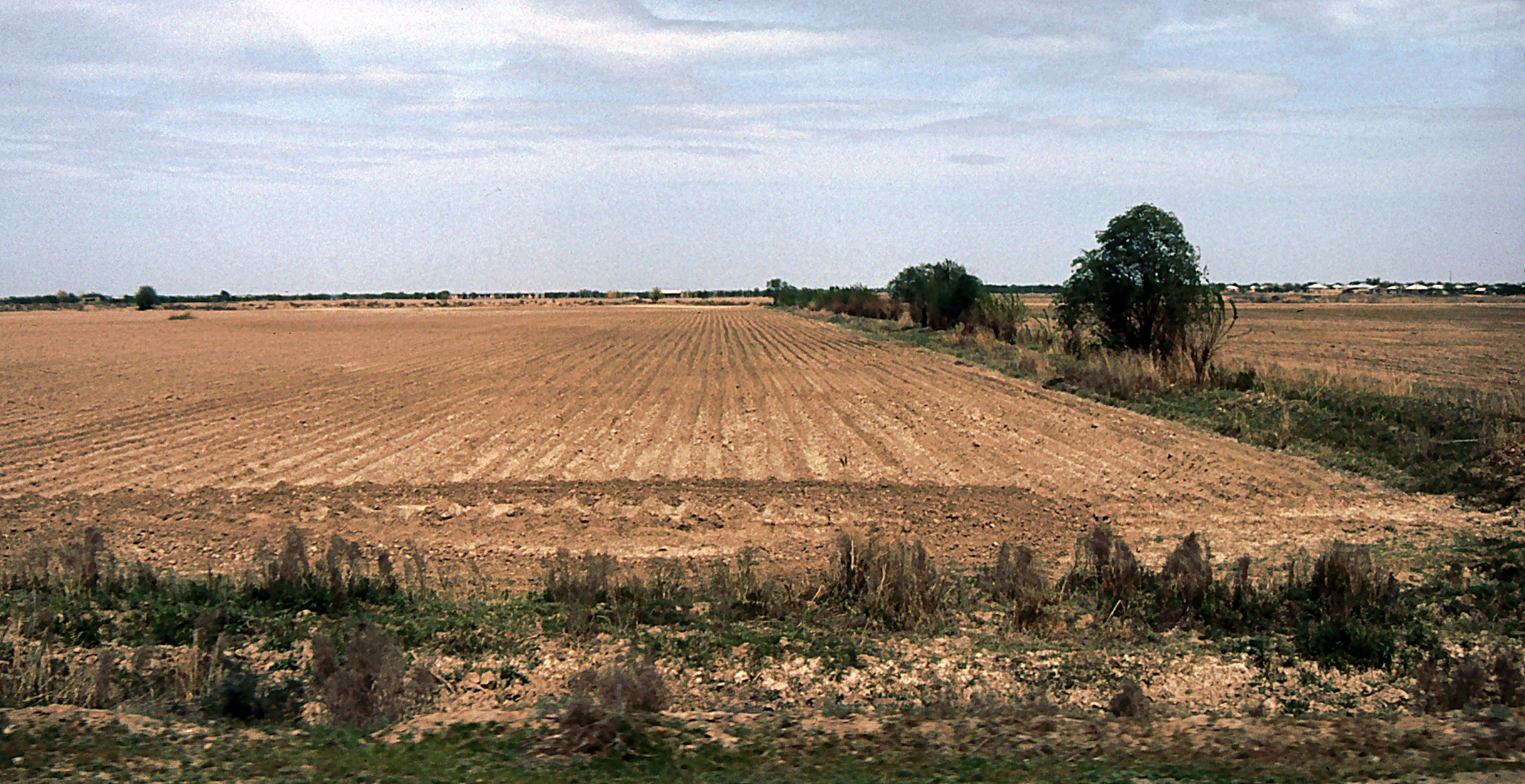
우즈베키스탄의 농장.

우즈베키스탄의 농업에는 전체 생산 가능 인구의 28%가 종사하며, 2006년 기준 GDP의 24%를 차지한다. 작물 재배는 물이 필요하기 때문에 강가나 오아시스를 중심으로 전개된다. 경작 가능 토지는 우즈베키스탄의 10%, 450만 헥타르이며, 이 토지에서 작물 재배와 소 사육이 이루어진다. 영토의 50% 이상을 차지하는 사막에서는 양 사육만 가능하다.

## 농업 생산량
우즈베키스탄의 주요 현금 작물은 면으로, 2006년 기준 수출 품목의 17%를 차지했다. 면 생산량은 약 100만 톤으로 전 세계 생산량의 약 5%를 차지하며, 70만에서 80만 정도를 수출해 전 세계 수출량의 10%를 차지한다. 우즈베키스탄은 면 생산 6위, 면 수출 2위인 나라이다. 하지만 식량 자원을 안정화시키고 한 작물만 재배하는 위험성에서 벗어나기 위해 우즈베키스탄은 면 생산량을 줄이며 곡물 생산을 장려하고 있다. 면 재배지는 1990년 190만 헥타르에서 2006년 140만 헥타르로 감소했으며, 곡물 재배 면적은 100만 헥타르에서 160만 헥타르로 증가했다. 또한 면 재배를 위해 진행한 관개 및 수정 작업이 인근 토양 오염 및 아랄해 면적 감소에 일조했기 때문에, 친환경적인 조치로도 볼 수 있다.
주요 작물은 밀, 보리, 옥수수, 쌀이며, 오아시스 주변에 집중되어 있다. 이 외에도 참깨, 양파, 아마, 담배도 일부 재배된다. 신선한 채소는 국가 내에서 소비되며, 건조된 채소는 주로 수출된다. 보존 기간이 길고 맛이 독특하다고 알려져 있는 우즈베키스탄 수박은 독립국가연합의 대도시에서 소비된다.
부하라 및 주변 지역에서 생산되는 카라쿨의 생가죽은 전통적으로 많이 수출된 상품이었지만, 오늘날 수출량은 극히 적다. 카라쿨 생가죽 생산량은 1990년 140만 장에서 2004년 70만 장 이하로 급감했다. 소, 양, 닭은 고기를 얻기 위해 사육된다. 우즈베키스탄에 있는 소는 총 300만 마리며, 1년에 우유 500만 리터를 생산한다. 따라서 소 1마리당 1년에 우유 1600 kg를 얻는 셈으로, 이 수치는 독립국가연합 회원국 중 최저치이며 유럽연합이나 북아메리카 국가와는 격차가 극심하다. 우유 생산량이 낮은 것은 먹이 부족과 지역 주민의 인공 수정 기피 현상이 원인이다.
4세기부터 우즈베키스탄에는 누에와 뽕나무가 존재했었고 이 지역은 형형색색의 비단 수출로 유명세를 떨쳤었지만, 비단 사업은 아직까지도 통계적으로 중요하지 않은 수준에 머물러 있다.

## 농장 구조의 변화

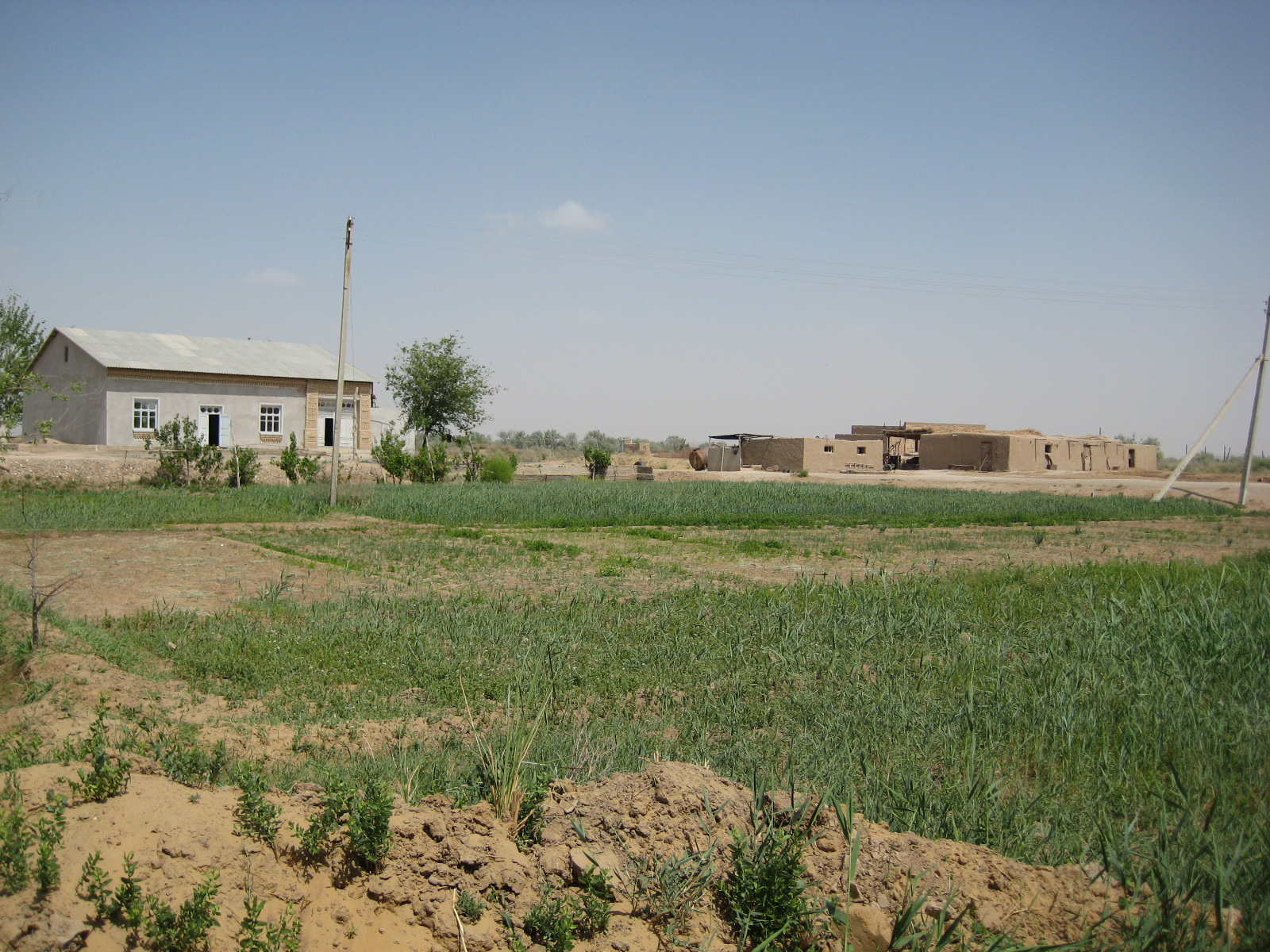
호레즘 주의 일반적인 데칸 농장으로, 사진에는 집, 0.4 헥타르 정도의 작물 재배 지역, 축사가 나타나 있다.

1991년까지 우즈베키스탄(우즈베크 SSR)의 농업은 대규모 집단 농장과 소규모 개인 농장을 동시에 운영하는 이중 체계였다. 이후 1992년 우즈베키스탄의 독립과 함께 시장 경제가 도입되며 농장은 3종류로 개편되었다. 이전에 존재했던 소규모 개인 농장 및 기업 농장은 "데흐칸"(우즈베크어: деҳқон хўжаликлари, 러시아어: дехканские хозяйства), 대규모 집단 농장 및 국영 농장은 "시르카츠"로, 둘 사이의 중간 규모 농장은 "페르메르"(우즈베크어: фермер хўжаликлари, 러시아어: фермерские хозяйства)로 분류되었다. 2006년 기준 페르메르 농장은 전체 농지의 75%를, 데흐칸 농장은 12.5%를, 기타 집단 농장이 나머지 12.5%를 사용하고 있다. 가축과 곡물의 상황은 대비되는데, 소의 95%가 데흐칸 농장에 있고, 페르메르에는 4%, 나머지에 1%가 있는 반면 곡물은 데흐칸에서 62%, 페르메르에서 32%, 나머지에서 6%가 생산된다.

## 같이 보기
- 농업
- 우즈베키스탄